# چوب‌استخوانی چجیانگ
چوب‌استخوانی چجیانگ (نام علمی: Ostrya rehderiana) نام یک گونه از سرده چوب‌استخوانی است.